# Coś (baśń)
Coś (duń. Noget) – baśń literacka autorstwa Hansa Christiana Andersena, wydana po raz pierwszy w 1858 roku.

## Historia
Tematy wartości różnych zawodów i skromnej pracy obecne w utworze odzwierciedlają obserwacje Andersena dotyczące społeczeństwa duńskiego w połowie XIX wieku. Jego baśnie często eksplorują uniwersalne tematy, takie jak ubóstwo, dobroczynność i nierówności społeczne, co w przypadku baśni Coś ukazane zostało w różnych drogach życiowych opisanych braci. Postać biednej Małgorzaty, która wykonuje heroiczny czyn, z pewnością została inspirowana chrześcijańskimi przekonaniami pisarza. Religijny podtekst, charakterystyczny dla literatury romantyzmu, często obecny jest w twórczości Andersena.
Baśń została po raz pierwszy opublikowana przez wydawnictwo C.A. Reitzel w Kopenhadze 2 marca 1858 roku w antologii Nowe Bajki i Opowieści. Pierwsza Seria. Pierwsza Kolekcja. 1858 (duń. Nye Eventyr og Historier. Første Række. Første Samling. 1858). Utwór był dwukrotnie wznawiana za życia pisarza, w latach 1867 i 1870.

## Polskie przekłady
Coś zostało przetłumaczone na język polski:
- 1892 – Coś: tłumaczenie anonimowe, Bajki i opowiadania. Warszawa. Brak numerów stron w książce
- 1898 – Coś: Cecylia Niewiadomska (tłum.): Baśnie. Warszawa. Brak numerów stron w książce
- 1923 – Coś: Wanda Młodnicka (tłum.): Nowy wybór bajek Andersena. Lwów. Brak numerów stron w książce
- 1931 – Coś: Stefania Beylin (tłum.): Baśnie. Warszawa. Brak numerów stron w książce
- 2006 – Coś, w tłum. Bogusławy Sochańskiej, Baśnie i opowieści. T. II: 1852–1862 (z oryginału duńskiego).

## Fabuła
Pięciu braci pragnie osiągnąć coś znaczącego w życiu. Najstarszy chce produkować cegły, bo są one niezbędne. Uważa, że wytwarzanie cegieł to użyteczna praca. Drugi brat twierdzi, że robienie cegieł to za mało. Woli zostać murarzem, by zdobyć status w cechu. Marzy o tytule majstra i miejscu w cechowej karczmie. Trzeci brat odrzuca murarstwo jako zbyt banalne. Pragnie być architektem, tworzącym prawdziwe arcydzieła. Zaczyna jako pomocnik stolarza, mimo że to upokarzające. Planuje uczyć się rysunku na akademii i zostać architektem. Czwarty brat chce być geniuszem i stworzyć nowy styl architektoniczny. Jego styl ma uwzględniać klimat i materiały dostępne w ojczyźnie. Chce, by jego dzieła odzwierciedlały narodowy charakter. Piąty brat nie chce naśladować innych braci. Postanawia krytykować ich dokonania, uznając to za wartościowe. Ludzie uważają piątego brata za mądrego, ale bezczynnego.
Najstarszy brat skromnie zarabia na swoich cegłach. Jego cegły umożliwiają ubogiej Małgorzacie zbudowanie domu. Jest on skromny, ale daje schronienie. Drugi brat, jako murarz, buduje całą ulicę w mieście. Ulica zyskuje uznanie, a on dostaje własny dom. Trzeci brat zostaje architektem i projektuje piękne budynki. Czwarty brat, próbując stworzyć coś nowego, ginie w wypadku. Piąty brat, krytyk, przeżywa wszystkich, ale nie dokonuje niczego.  
Małgorzata, uboga kobieta, żyje w skromnym domu na grobli, zbudowanym z cegieł od najstarszego brata. Pewnej nocy zauważa przez okienko białą chmurę z czarną plamą, zapowiadającą burzę i przypływ. Wie, że ludzie z miasta, bawiący się na lodzie, są w niebezpieczeństwie. Mimo słabości i choroby wstaje z łóżka, by ich ostrzec. Nie mogąc dotrzeć do ludzi, podpala własną pościel, by zwrócić ich uwagę. Ogień z jej domu przyciąga tłum, który biegnie, myśląc, że Małgorzata potrzebuje pomocy. Dzięki jej czynowi ludzie uciekają z lodu, zanim burza i przypływ rozbijają lodową taflę.  
U bram nieba Małgorzata spotyka piątego brata, który krytykował innych. Wstawia się za nim, prosząc, by cegły brata uznano za jego zasługę. Anioł pozwala piątemu bratu zostać przed bramą, by odkupił życie dobrymi czynami, podczas gdy Małgorzata wchodzi do nieba. Prawdziwa wartość człowieka tkwi w jego czynach, a nie w słowach, ambicjach czy statusie społecznym. 

## Galeria

Ilustracje baśni Coś
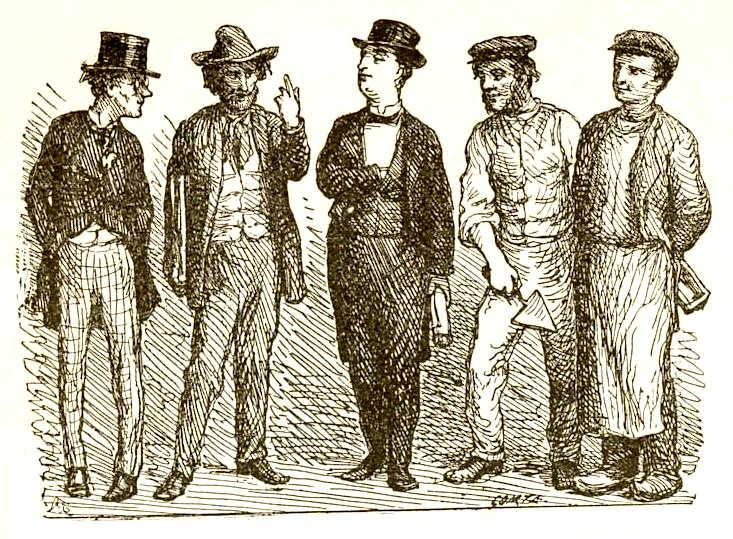
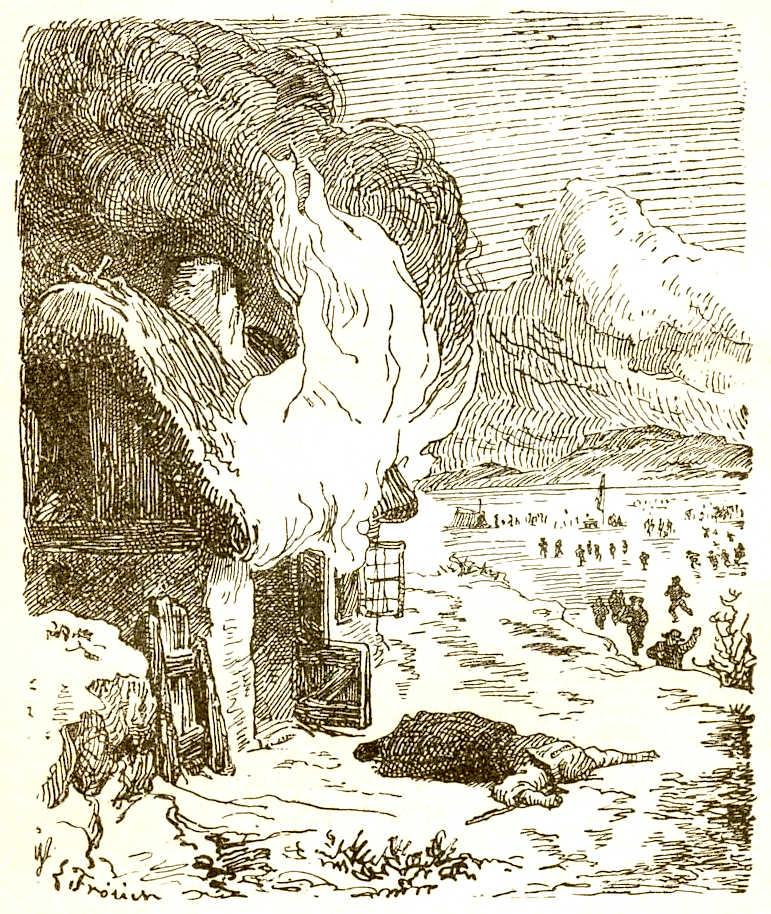
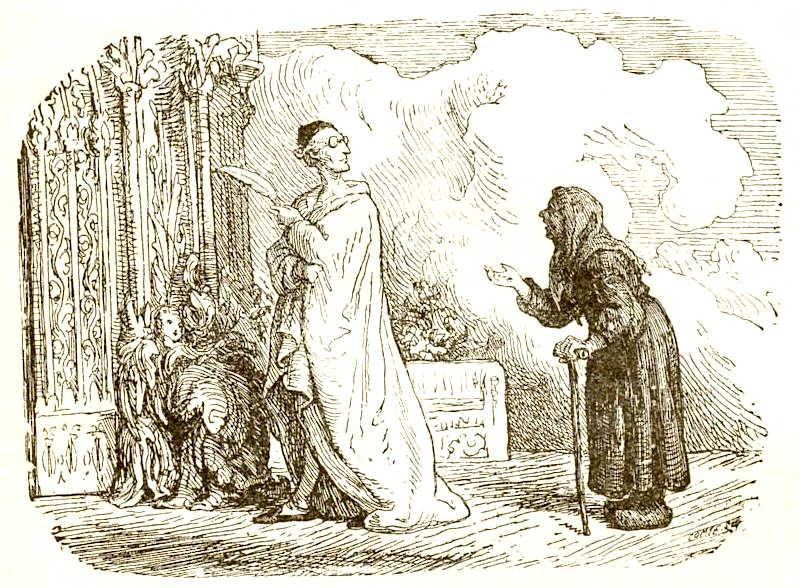
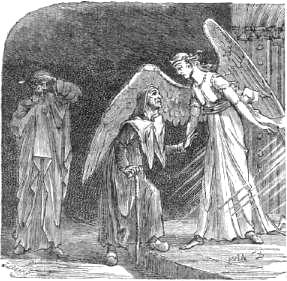